# Futaba (gemeente)
Futaba (Japans: 双葉町, Futaba-machi) is een Japanse gemeente, gelegen in het district Futaba (prefectuur Fukushima). De gemeente heeft een oppervlakte van 51 km² en had in 2010 een bevolking van 6.932. Door de kernramp van Fukushima op 11 maart 2011 moest de gemeente ontruimd worden omdat de ganse gemeente binnen de evacuatiezone van 20 km rond de vlakbij in Ōkuma gelegen centrale lag. Bovendien sloeg bij een zware regenbui op 15 maart de radioactieve gifwolk neer op de dorpen ten noordwesten van de kerncentrale, waaronder Futaba. Sindsdien mag het grondgebied nog niet terug bewoond worden.

## Geografie
De gemeente grenst in het oosten aan de Grote Oceaan. De gemeente wordt doorkruist door de nationale wegen 6 en 288 en door de Joban-snelweg.
Futaba grenst aan volgende gemeenten:
- Namie
- Ōkuma